# خانه بزرگزاد
خانه بزرگزاد مربوط به دوره صفوی است و در اصفهان، کوچه مظاهری ـ خیابان طالقانی واقع شده و این اثر در تاریخ ۲۹ شهریور ۱۳۵۳ با شمارهٔ ثبت ۱۰۰۰ به‌عنوان یکی از آثار ملی ایران به ثبت رسیده‌است.